# Mell Lazarus
Mell Lazarus, född Mel Fulton den 3 maj 1927 i Brooklyn i New York, död 24 maj 2016 i Los Angeles i Kalifornien, var en amerikansk serietecknare och skapare av serierna Våran fröken (Miss Peach) och Mamsen. Han vann utmärkelsen Reuben Award 1981.